# Na'amat
Na'amat (hebraico: נעמת) é uma organização de mulheres israelenses afiliada ao Sionismo trabalhista. A Na'amat foi fundada em 1921.

## Etimologia
Na'amat é uma sigla paraNashim Ovdot U'Mitnadvot (נשים עובדות ומתנדבות), que significa literalmente "Trabalho e Voluntariado de Mulheres".

## História
A Na'amat é o maior movimento de mulheres em Israel. Tem uma adesão de 800 mil mulheres (judias, árabes, drusas e circassianas), representando todo o espectro da sociedade de Israel. A maioria são voluntárias  .